# Culicoides hegneri
Culicoides hegneri är en tvåvingeart som beskrevs av Ottis Robert Causey 1938. Culicoides hegneri ingår i släktet Culicoides och familjen svidknott. Inga underarter finns listade i Catalogue of Life.